# Ehrhart Neubert
Ehrhart Neubert, Pseudonym Christian Joachim (* 2. August 1940 in Herschdorf; † 17. November 2024 in Limlingerode), war ein deutscher Theologe und DDR-Oppositioneller. Er war Mitgründer des „Bürgerbüro Berlin e. V.“ und betätigte sich in verschiedenen Gremien und als Autor mit Werken zur Aufarbeitung der SED-Diktatur.

## Leben und Leistungen
Neubert entstammte einem evangelischen Pfarrhaus, besuchte die Oberschule und nahm nach dem Abitur 1958 ein Studium der evangelischen Theologie an der Friedrich-Schiller-Universität Jena auf. Von 1964 bis 1984 wirkte er zunächst als Vikar und später als Pfarrer in Niedersynderstedt bei Weimar. Ab 1973 war er zugleich Studentenpfarrer in Weimar. 1976 trat er der DDR-CDU bei, die er jedoch 1984 wieder verließ. Ab 1984 war er Referent für Gemeindesoziologie in der Theologischen Studienabteilung beim Bund der Evangelischen Kirchen in der DDR in Berlin.
Neubert gehörte in der DDR oppositionellen Kreisen an und sympathisierte mit den bürgerrechtlichen Forderungen Robert Havemanns. Er war seit 1979 Mitarbeiter in verschiedenen Thüringer Friedenskreisen und geriet im Kontext der Bewegung „Schwerter zu Pflugscharen“ nicht nur in Konflikt mit staatlichen Behörden, sondern auch mit der eigenen Kirchenführung. Zu den Thüringer Friedens-, Frauen-, Ausreiser- und Umweltgruppen, die sich trotz starker Fluktuation durch Zersetzungsmaßnahmen des Ministeriums für Staatssicherheit (MfS) und Ausreisen in den Jahren ab 1984 untereinander zu einer allgemeinen Demokratiebewegung vernetzten, gehörten auch stimmberechtigte Mitglieder der Christlichen Friedenskonferenz (CFK), einer Organisation, die „nahezu völlig vom MfS und der SED gesteuert wurde“. Die CFK konnte erfolgreich in die Netzwerke der Oppositionsgruppen eindringen und „politischen Aktionen die Spitze abbrechen.“ Neuberts Arbeiten erschienen im Westen unter dem Pseudonym „Christian Joachim“.
Während der Friedlichen Revolution gehörte Neubert 1989 zu den Gründern des Demokratischen Aufbruchs und arbeitete am Programm der neuen Partei mit, deren stellvertretender Vorsitzender er war. Er vertrat den Demokratischen Aufbruch bei manchen Sitzungen des Zentralen Runden Tisches und wirkte in verschiedenen Untersuchungskommissionen mit. Im Januar 1990 trat er nach internen Machtkämpfen aus der Partei aus. Er engagierte sich im Komitee „Freies Baltikum“. Von 1992 bis 1995 war er Mitglied des Bündnis 90 in Brandenburg (später Bündnis 90/Die Grünen).
In der „Initiative Recht und Versöhnung“ trat er für die Rechte von Stasiopfern und eine konsequente Aufarbeitung von Stasiverstrickungen in der evangelischen Kirche ein. 1992 berief ihn die brandenburgische Landtagsfraktion des Bündnis 90 zum Mitarbeiter im Stolpe-Untersuchungsausschuss, dem er bis 1994 angehörte. 1996 wurde Neubert Mitglied der CDU. Im selben Jahr promovierte er zum Dr. phil. an der Freien Universität Berlin mit einer Arbeit zur Geschichte der DDR-Opposition von 1949 bis 1989.
Neubert arbeitete ab 1997 als Fachbereichsleiter in der Abteilung Bildung und Forschung beim Bundesbeauftragten für die Unterlagen des Staatssicherheitsdienstes der ehemaligen DDR. Zusammen mit Joachim Gauck war Neubert Autor des deutschen Beitrags in der 1997 erschienenen deutschsprachigen Ausgabe des Schwarzbuchs des Kommunismus. Daneben war er Autor einer Vielzahl von Schriften zu Widerstand und Opposition sowie zur religiösen Situation in der DDR. Von 1998 bis 2003 war er ehrenamtlich im Vorstand der Bundesstiftung zur Aufarbeitung der SED-Diktatur tätig. Seit 1996 setzt sich Neubert als Gründungsmitglied des „Bürgerbüro Berlin e. V., Verein zur Aufarbeitung von Folgeschäden der SED-Diktatur“ für die Belange der Opfer des DDR-Sozialismus ein. Er war, in Nachfolge von Bärbel Bohley, dessen Vorsitzender.
Ab 2005 befand sich Ehrhart Neubert im Ruhestand. Er nahm noch Aufgaben als Pfarrer im Ehrenamt wahr. Nach der Trennung von seiner ersten Frau lebte Neubert mit seiner zweiten Frau Hildigund in Limlingerode.

## Schriften
- Eine protestantische Revolution, Kontext Verlag, Berlin 1990. ISBN 3-931337-04-9.
- Geschichte der Opposition in der DDR 1949–1989 (= Forschungen zur DDR-Gesellschaft), 2., erweiterte Auflage, Links, Berlin 1998, ISBN 3-86153-163-1 (Leicht bearbeitete Dissertation FU Berlin, Fachbereich Politische Wissenschaft 1997, 969 Seiten).
- mit Bärbel Bohley: Wir mischen uns ein – Ideen für eine gemeinsame Zukunft (= Herder Spektrum), Herder, Freiburg im Breisgau 1998, ISBN 3-451-04619-9.
- mit Bernd Eisenfeld: Macht, Ohnmacht, Deutschland. Gegenmacht: Grundfragen zur politischen Gegnerschaft in der DDR (= Der Bundesbeauftragte für die Unterlagen des Staatssicherheitsdienstes der Ehemaligen Deutschen Demokratischen Republik: Analysen und Dokumente, Band 21), Edition Temmen, Bremen 2001, ISBN 3-86108-792-8.
- mit Ilko-Sascha Kowalczuk, Bernd Eisenfeld: Die verdrängte Revolution – Der Platz des 17. Juni 1953 in der deutschen Geschichte, Edition Temmen,  Bremen 2004, ISBN 3-86108-387-6.
- Unsere Revolution – Die Geschichte der Jahre 1989/90, Piper, München 2008, ISBN 3-492-05155-3. Besprechung in Freiheit und Recht, März 2009, Seite 19-20 (PDF; 1,9 MB)
- Politische Verbrechen in der DDR (Memento vom 29. September 2007 im Internet Archive), in: Stéphan Courtois (Hg.), Das Schwarzbuch des Kommunismus,  Piper, München 1998, S. 829–884; 2004, ISBN 3-492-04552-9.
- Ethische und rechtliche Aspekte von Widerstand und Opposition in der DDR in: Martin Leiner, Hildigund Neubert, Ulrich Schacht: Gott mehr gehorchen als den Menschen,  V und R Unipress, Göttingen 2005, ISBN 978-3-89971-195-0.
- „dieser mörderische Krieg...“ – Die Kriegstagebücher von Limlingerode 1914–1918, in: Beiträge zur Thüringischen Kirchengeschichte. Neue Folge. Band 6, Langenweißbach & Erfurt 2019. ISBN 978-3-95741-106-8.

## Auszeichnungen
Ehrhart Neubert erhielt 2005 das Bundesverdienstkreuz. Ihm wurde 2010 der Friedrich-Schiedel-Literaturpreis verliehen.